# Wandji
Le wandji ou plus exactement le liwanzi est une langue bantoue parlée par un peuple qui habite le Gabon, en Afrique centrale et qui se donne à lui-même le nom de Bawanzi (Muwanzi au singulier). Les appellations Awandjis, Aouandjis ou Baouandjis, qui ont cours depuis l'époque coloniale, sont erronées et doivent donc être considérées comme des abus de langage.
Au Gabon, les Bawanzi ont pour habitat traditionnel une zone à cheval sur les provinces du Haut-Ogooué et de l'Ogooué-Lolo au Sud-Est du pays. L'organisation sociale du peuple wanzi est fondée sur les clans et les lignages. Le lieu de résidence du chef clanique ou lignager est la "capitale" politique ou religieuse où se rassemblent les gens issus du même clan pour régler leurs affaires familiales. 
Aujourd'hui,  les jeunes générations tendent à délaisser le liwanzi au profit du français qui est la langue dominante au Gabon.

## Histoire
Médard Mouele, chercheur en linguistique, a proposé la première étude phonologique sur le liwanzi en 1990. Le même auteur a poursuit ce travail de description dans le cadre d'une thèse de doctora soutenue en 1997t. À l'heure actuelle, la langue wanzi est scientifiquement documentée phonologiquement et morphologiquement.

## Système phonologique

### Les consonnes
Le système phonologique du liwanzi comprend 23 phonèmes consonantiques (20 pour le parler occidental) qui s’organisent comme il suit :
|            |            | labiales | dentales | palatales | vélaires |
| occlusives | sourdes    | p        | t        |           | k        |
|            | sonores    | b        | d        |           |          |
| fricatives | sourdes    | (f)      | s        |           |          |
|            | sonores    | β        |          |           | ɣ        |
| affriquée  |            |          | ts       |           |          |
| Nasales    |            | m        | n        | ɲ         | (η)      |
| mi-nasales | occlusives | mb       | nd       |           | ng       |
|            | fricatives | (mv)     | nz       |           |          |
| sonantes   |            | w        | l        | y         |          |
| vibrante   |            |          | r        |           |          |

N.B. Les consonnes entre parenthèses ne se rencontrent guère dans la système phonologique du liwanzi de Lastourville.
Chez certaines personnes, les consonnes mb et nd sont prononcées mbr et ndr, soit :
| ndooti | ou | ndrooti | rêve |
| kuumbu | ou | kuumbru | nom  |

Par ailleurs, devant la voyelle i, les consonnes nz, s et ts sont prononcés respectivement par certains locuteurs sous forme de nj, sh et tsh. Ainsi :
| poonzi   | ou | poonji   | panier                               |
| muwaanzi | ou | muwaanji | ressortissant de la communauté wanzi |
| musi     | ou | mushi    | habitant de                          |
| kesi     | ou | keshi    | colère                               |
| tsina    | ou | tshina   | dessous                              |
| tsindi   | ou | tshindi  | écureuil                             |

### Les voyelles
Le vocalisme du liwanzi compte 14 unités qui se présentent comme il suit :
|             |         | antérieures | centrales | postérieures |
| Fermées     | brèves  | i           |           | u            |
|             | longues | ii          |           | uu           |
| mi-fermées  | brèves  | e           |           | o            |
|             | longues | ee          |           | oo           |
| mi-ouvertes | brèves  | ɛ           |           | ɔ            |
|             | longues | ɛ ɛ         |           | ɔ ɔ          |
| ouvertes    | brèves  |             | a         |              |
|             | longues |             | aa        |              |

En liwanzi, la longueur vocalique a une valeur distinctive. Exemples :
| muleli        | celui qui berce | vs | muleeli         | celui qui dit |
| iboga / uboga | terrain         | vs | ibooga / ubooga | grandir       |
| utala         | compter         | vs | utaala          | apercevoir    |

### Les tons
La langue wanzi possède deux tons simples, soit : un ton haut (H) et un ton bas (B). Exemples :
| Mot à ton haut (H) | likáká | La main  |
| Mot à ton bas (B)  | likaká | L'espèce |

Ces tons simples peuvent se combiner suivant les options H + B et B + H. Les tons modulés qui en résultent sont à considérer comme des successions de tons ponctuels.

## Orthographe du liwanzi
Le liwanzi s’écrit en caractères latins. Son alphabet comprend 22 caractères. Le système se présente ainsi qu’il suit :
A ; B ; D ; E  ; F ; G ; H ; I ; K ; L ; M ; N ; O ; P ; R ; S ; T ; U ; V ; W ; Y ; Z.
A noter que :
- les lettres C, J, Q et X n’en font pas partie.
- les lettres H et Z, bien qu’attestées, ne s’emploient jamais seules :   H est toujours en combinaison avec E et N, et Z l’est seulement avec N.

### Les voyelles
Le liwanzi se distingue par cinq voyelles, toutes brèves et orales.
| lettres | prononciation | contexte                                              | exemples                                        | Équivalent français |
| A       | « â »         | Tous                                                  | likaya (feuille)                                | tabac               |
| E       | « é »         | S’il y a un i, un a ou un u dans la syllabe qui suit. | muyendi (voyageur) mutema (cœur) pesu (peu)     | thé                 |
| E       | « è »         | Dans les autres contextes.                            | yende (va !) byoole (deux)                      | baie                |
| I       | « i »         | Tous                                                  | malimi (langues)                                | midi                |
| O       | « ô »         | S’il y a un i, un a ou un u dans la syllabe qui suit. | tsomi (premier) bola (village) nzoku (éléphant) | beau                |
| O       | « o »         | Dans les autres contextes.                            | toto (terre) kove (urne)                        | bol                 |
| U       | « ou »        | Tous                                                  | yulu (ciel)                                     | boubou              |

#### A. les groupes de voyelles
Les diphtongues n’existent pas en liwanzi. Lorsque deux voyelles identiques sont mises en séquence, elles correspondent à un son unique dont la durée de prononciation est longue. Exemple : likiingu cou, poonzi panier, muutu être humain.

#### B. La semi-vocalisation
Quand un mot se termine par un i, cette voyelles se transforme en semi-voyelle y lorsqu’elle entre en contact avec l’initiale vocalique du mot suivant. Exemples : 
| tsindi ame        | devient | tsindy’ame        | mon écureuil              |
| mulumi a mukaasu  | devient | mulumy’ a mukaasu | le mari de la femme       |
| nzali a bangaandu | devient | nzaly’a bangandu  | la rivière des crocodiles |

#### C. L’élision
Dans un mot, il s’agit de l’effacement d’une voyelle finale au contact de la voyelle ou de la semi-voyelle commençant le mot suivant. Les cas d’élision sont très courants en liwanzi où la voyelle élidée est marquée par l’apostrophe. A l’exception de i, toutes les autres voyelles sont susceptibles d’être élidées.
| kumbu a muutu | devient | kumb’a muutu | le nom de la personne |
| nzala unza    | devient | nzal’unza    | envie de manger       |
| nzela yimve   | devient | nzel’yimve   | le bon chemin         |

### Les consonnes

#### A. Les consonnes simples
| lettres | prononciation | exemple             | équivalent français        |
| B       | « b »         | bola (les enfants)  | beau                       |
| D       | « d »         | doole (argent)      | dur                        |
| F       | « f »         | feeti (fête)        | fer                        |
| G       | « gh »        | mugeege (cadet)     | gente « gens » en espagnol |
| K       | « k »         | kala (crabe)        | cou                        |
| L       | « l »         | lilimi (langue)     | lune                       |
| M       | « m »         | maama (maman)       | montagne                   |
| N       | « n »         | binunu (vieillards) | noix                       |
| P       | « p »         | pala (co-épouse)    | papier                     |
| R       | « r »         | muraambu (piège)    | riche                      |
| S       | « ss »        | seti (gazelle)      | tesson                     |
| T       | « t »         | taata (père)        | tête                       |
| V       | « vh »        | muvovi (orateur)    | vaca « vache » en espagnol |
| W       | « w »         | we (tu, toi)        | watt                       |
| Y       | « y »         | mayele (ruse)       | yard                       |

Toutes ces consonnes se prononcent de la même façon que leurs équivalents français. A noter toutefois que :
G      est toujours grasseyé comme « j » espagnol ; il n’est donc jamais dur comme le « g » français dans « gare »
R       représente un son vibrant identique au r espagnol dans « perro » ou italien dans « amore ». Il ne doit jamais être prononcé au niveau de la glotte comme en français.
S       est toujours prononcé ss comme dans « soie » ; jamais z comme dans « oiseau ».
V       est toujours prononcé comme le « v » espagnol dans « vaca » ou « volver ». On ne le prononce jamais à la française comme dans « vie » ou « avoir ».

#### B. Les consonnes combinées
Il s’agit de digraphes (groupes de deux ou trois lettres) représentant des sons qui sont couramment employés en liwanzi et plus généralement dans les langues africaines. Ainsi :
1° les sons pré-nasalisés sont représentés par cinq (5) digraphes :
| digraphes | exemple                      |
| MB        | mbera (aigle)                |
| MV        | mvi (cheveu blanc)           |
| ND        | ndumi (frère pour une femme) |
| NG        | ngaanga (médecin)            |
| NZ        | nzo (maison)                 |

2° de nombreux sons labialisés ou palatalisés sont représentés par des groupes associant des consonnes ordinaires avec les lettres W ou Y. Exemples :
| BW  | bubwe (beauté, bonté)                |
| MW  | mwana (enfant)                       |
| LW  | balwaani (guerriers)                 |
| NGW | lingwala (clochette, genre de danse) |
| BY  | byeela (nourriture)                  |
| SY  | syeeno (miroir)                      |
| GY  | gyeeni (miroir)                      |
| NY  | nyama (animal, viande)               |
| TSY | tsyaambu (histoire, affaire)         |

Note : 
- NY se prononce comme gn en français dans « agneau » ou « igname ».
- TSY s’entend très souvent dans le liwanzi de Lastourville.

#### C. Emploi de H
Lorsque la consonne H est précédé par E ou O, les combinaisons qui en résultent sont prononcés respectivement « é » et « oh ». Ce digraphe se rencontre le plus souvent en finale de certains mots. D’autre part, la combinaison NH sert à restituer la nasale vélaire ŋ que l’on entend, en anglais, dans « king » par exemple.
| EH | muteh mbulu (joueur de ballon), nzweh (le départ) |
| OH | muboh (preneur), muyoh (nom d’un clan)            |
| NH | unhaana (préméditer)                              |

### Le ton ouaccent de hauteur
Le liwanzi, comme d’autres langues bantu, possède des tons qui sont employés pour distinguer les mots. De façon courante, il existe deux niveaux tonals dans la langue : un ton bas et un ton haut. Exemple : kàlà le passé opposable à kálá le crabe.
Les tons ne sont pas pris en compte dans l’actuelle présentation de la langue[pas clair]. Cependant, dans l’écriture usuelle, le ton haut est marqué par l’accent aigu sur la voyelle alors que le ton bas est omis.